# NGC 3999
NGC 3999 је лентикуларна галаксија у сазвежђу Лав која се налази на NGC листи објеката дубоког неба.
Деклинација објекта је + 25° 4' 6" а ректасцензија 11h 57m 56,4s. Привидна величина (магнитуда) објекта NGC 3999 износи 14,7 а фотографска магнитуда 15,7. NGC 3999 је још познат и под ознакама CGCG 127-117, PGC 37647.